# Blonde-Klasse (1756)
Die Blonde-Klasse war eine Klasse von fünf 32-Kanonen-Fregatten 5. Ranges der französischen Marine, die von Jean-Joseph Ginoux entworfen wurden und von 1756 bis 1798 in Dienst standen.

## Einheiten
| Name     | Bauwerft | Kiellegung     | Stapellauf      | Indienststellung | Verbleib |
| -------- | -------- | -------------- | --------------- | ---------------- | --- |
| Blonde   | Le Havre | September 1754 | 23. August 1755 | März 1756        | Am 28. Februar 1760 durch die Royal Navy gekapert, als Blonde in Dienst, gesunken am 10. Mai 1782 bei Cape Sable |
| Brune    | Le Havre | September 1754 | 23. August 1755 | März 1756        | Am 30. Januar 1761 durch die Royal Navy gekapert, als Brune in Dienst, am 2. Oktober 1792 verkauft               |
| Aigrette | Le Havre | September 1755 | März 1756       | Juli 1756        | Im Oktober 1789 außer Dienst                                                                                     |
| Vestale  | Le Havre | September 1755 | März 1756       | Juli 1756        | 1798 nach Dienst in der französischen Marine, britischen Marine und als franz. Freibeuter abgebrochen            |
| Félicité | Le Havre | März 1756      | 23. August 1756 | Mai 1757         | Am 23. Januar 1761 nach Gefecht mit der britischen Richmond verbrannt                                            |

## Technische Beschreibung
Die Klasse war als Batterieschiff mit einem durchgehenden Geschützdeck konzipiert und hatte eine Länge von 41,25 Metern (Geschützdeck) bzw. 36,71 Metern (Kiel), eine Breite von 10,39 Metern und einen Tiefgang von 5,2 Metern bei einer Verdrängung von 480/880 Tonnen. Die Schiffe waren Rahsegler mit drei Masten (Fockmast, Großmast und Kreuzmast). Der Rumpf schloss im Heckbereich mit einem Heckspiegel, in den eine Galerie integriert war, die in die seitlich angebrachte Seitengalerie mündete.
Die Besatzung hatte im Frieden eine Stärke von 137 bis 154 und im Krieg von 197 bis 209 Mann (7 Offiziere und 130–147 bzw. 190–202 Unteroffiziere bzw. Mannschaften). Die Bewaffnung bestand bei Indienststellung aus 32 Kanonen.
|               | Batteriedeck    | Backdeck      | Achterdeck    | Kanonen (Geschossgewicht) |
| ------------- | --------------- | ------------- | ------------- | ------------------------- |
| 1756 (Blonde) | 26 × 8-Pfünder  | -             | 6 × 4-Pfünder | 32 Kanonen (56,78 kg)     |
| 1760 (Blonde) | 26 × 12-Pfünder | 2 × 6-Pfünder | 4 × 6-Pfünder | 32 Kanonen (78,91 kg)     |